# NGC 7328
NGC 7328 ist eine Spiralgalaxie vom Hubble-Typ Sab im Sternbild Pegasus am Nordsternhimmel. Sie ist schätzungsweise 134 Millionen Lichtjahre von der Milchstraße entfernt.
Das Objekt wurde am 12. Oktober 1825 von John Herschel entdeckt.